# Serie Aventura
La serie Aventura es una colección de libros juveniles escritos por Enid Blyton. Los protagonistas de la serie son dos niños y dos niñas: Jorge y su hermana Dolly, huérfanos de padre, y los hermanos pelirrojos Jack y Lucy, huérfanos de padre y madre.

## Trasfondo argumental
Jorge, en su estancia en la casa de un preceptor, conoce a los hermanos Jack y Lucy Trent, de los que él y su hermana se harán muy pronto amigos. Jack posee un loro que se llama Kiki.  Hay que destacar que Jorge tiene la afición de llevar siempre pequeños animales en el bolsillo, algo que su hermana Dolly detesta. Estos dos hermanos están siempre peleándose. Jack, el hermano de Lucy, tiene mucho afán por la observación de aves. Pasa muchos ratos de su tiempo libre observando pájaros con sus prismáticos.
En su primera aventura, los niños conocen a un extraño hombre llamado Bill Smugs. Bill es un inspector de la policía secreta, cuyo verdadero apellido es Cunningham, y con la ayuda de los cuatro muchachos conseguirá meter en la cárcel a muchos delincuentes.
Más tarde, después de la sexta novela, Bill se casa con la señora Mannering, madre de Jorge y Dolly (viuda en las primeras novelas) que pasará a ser la señora Cunningham.
En todos los libros de la serie, los niños, ayudados por Bill Smugs, viven aventuras en las que se enfrentan a todo tipo de malhechores, desde contrabandistas y falsificadores de dinero hasta a un estrafalario científico, pasando por espías.
Todos los libros de la serie pueden ser leídos sin haber leído ninguno de los demás.
La autora pensó en finalizar la colección con Aventura en el barco, pero debido a las muchas peticiones que recibió por parte de sus lectores para que continuase la serie, escribió dos libros más, constituyendo estos las dos últimas obras de la colección: Aventura en el circo y Aventura en el río.

## Títulos de la colección
La serie Aventura está compuesta por ocho libros:
1. Aventura en la isla (The Island of Adventure, 1944)
2. Aventura en el castillo (The Castle of Adventure, 1946)
3. Aventura en el valle (The Valley of Adventure, 1947)
4. Aventura en el mar (The Sea of Adventure, 1948)
5. Aventura en la montaña (The Mountain of Adventure, 1949)
6. Aventura en el barco  (The Ship of Adventure, 1950)
7. Aventura en el circo (The Circus of Adventure, 1952)
8. Aventura en el río (The River of Adventure, 1955)

## Resúmenes argumentales

### Aventura en la isla(1944)
En este libro vemos cómo los protagonistas se conocen y traban amistad. Se van de vacaciones con los tíos de Jorge y Dolly a la costa y van en barco a una extraña isla de la cual el criado de los tíos de Jorge, Jo-Jo, dice que es una isla maldita y lóbrega.

### Aventura en el castillo(1946)
Nuevamente, los niños se encuentran de vacaciones y con la madre de Jorge y Dolly, que adopta a Jack y Lucy, alquilan una casa cerca de un castillo abandonado y medio en ruinas. Allí descubren estancias secretas junto con otros misterios.

### Aventura en el valle(1947)
Bill Smugs se quiere llevar a los niños de viaje a una casa cerca de la costa en un aeroplano de su propiedad. Pero los niños se confunden y embarcan en otro avión que los lleva a un deshabitado valle rodeado de grandes montañas el cual parece albergar un rico tesoro y han de vivir escondidos de los mismos bandidos del avión en que llegaron allí los niños.

### Aventura en el mar(1948)
Jack, Jorge, Dolly y Lucy acompañados por Bill parten ilusionados hacia unas islas de Escocia para disfrutar de las aves y el paisaje salvaje de sus islas. Una vez allí todo resultará diferente a como habían planeado: unos delincuentes, que utilizan las islas como base de operaciones, convierten sus vacaciones en otra arriesgada aventura.

### Aventura en la montaña(1949)
Los hermanos Mannering y los Trent vuelven a estar de vacaciones y su madre, la señora Alison y Bill Smugs los llevan a una granja en plena montaña galesa. Los niños hacen una excursión en la que encuentran una misteriosa montaña en la cual suceden temblores de tierra, salidas nocturnas de perros hambrientos entre otras cosas. Descubren al causante de todos estos sucesos y con gran dificultad consiguen salir con buen pie.

### Aventura en el barco(1950)
De nuevo, los cuatro amigos están de vacaciones y la señora Mannering, reserva para éstos un crucero por el que pasarán por Lisboa, el sur de España, el Marruecos francés y las islas griegas del mar Egeo. En estas últimas descubren un mapa antiguo oculto en un barco que parece indicar un tesoro escondido.

### Aventura en el circo(1952)
Los niños están nuevamente de vacaciones y un nuevo personaje les acompañará en sus vacaciones, Gustavo Bermelievo, natural de Tauri-Hessia, quien esconde un secreto. Precisamente por ese mismo secreto, los niños realizarán un viaje inesperado e involuntario a Tauri-Hessia, donde se alojarán en un circo.

### Aventura en el río(1955)
A Bill le encargan vigilar a Raya Uma, un extraficante clandestino que ahora vive en un país cerca de la frontera de Siria. Los niños y la señora Cunningham viajan con él para pasar desapercibido. La historia transcurre en un largo río, en el que secuestran a Bill y su mujer y los niños deben buscarlos.